# Marcq (Ardenas)
 Marcq  es una población y comuna francesa, en la región de Champaña-Ardenas, departamento de Ardenas, en el distrito de Vouziers y cantón de Grandpré.
Está integrada en la Communauté de communes de l'Argonne Ardennaise.

## Demografía
| 356 | 424 | 432 | 408 | 709 | 678 | 722 | 728 | lac. | lac. | 806 | 560 | 510 | 437 | 481 | 448 | 440 | 401 | 411 | 402 | 317 | 306 | 285 | 266 | 241 | 227 | 239 | 201 | 152 | 119 | 116 | 103 | 110 | 112 | 103 | 101 | 92 |
| Para los censos de 1962 a 1999 la población legal corresponde a la población sin duplicidades (Fuente: INSEE [Consultar]) |     |     |     |     |     |     |     |      |      |     |     |     |     |     |     |     |     |     |     |     |     |     |     |     |     |     |     |     |     |     |     |     |     |     |     |    |